# La Ricamarie
La Ricamarie ist eine französische Gemeinde mit 8162 Einwohnern (Stand 1. Januar 2022) im Département Loire in der Region Auvergne-Rhône-Alpes. Die Bewohner nennen sich als Ricamandoises.

## Lage
Die Gemeinde La Ricamarie ist eine südwestliche Vorstadt von Saint-Étienne am Fluss Ondaine im Nordosten des Zentralmassivs, etwa 55 Kilometer südwestlich von Lyon im  am, einem kleinen Nebenfluss der oberen Loire. La Ricamarie liegt am Rande des Regionalen Naturparks Pilat und ist mit diesem als Zugangsort assoziiert. Durch die Gemeinde führt die Route nationale 88 von Saint-Étienne nach Yssingeaux.

## Geschichte

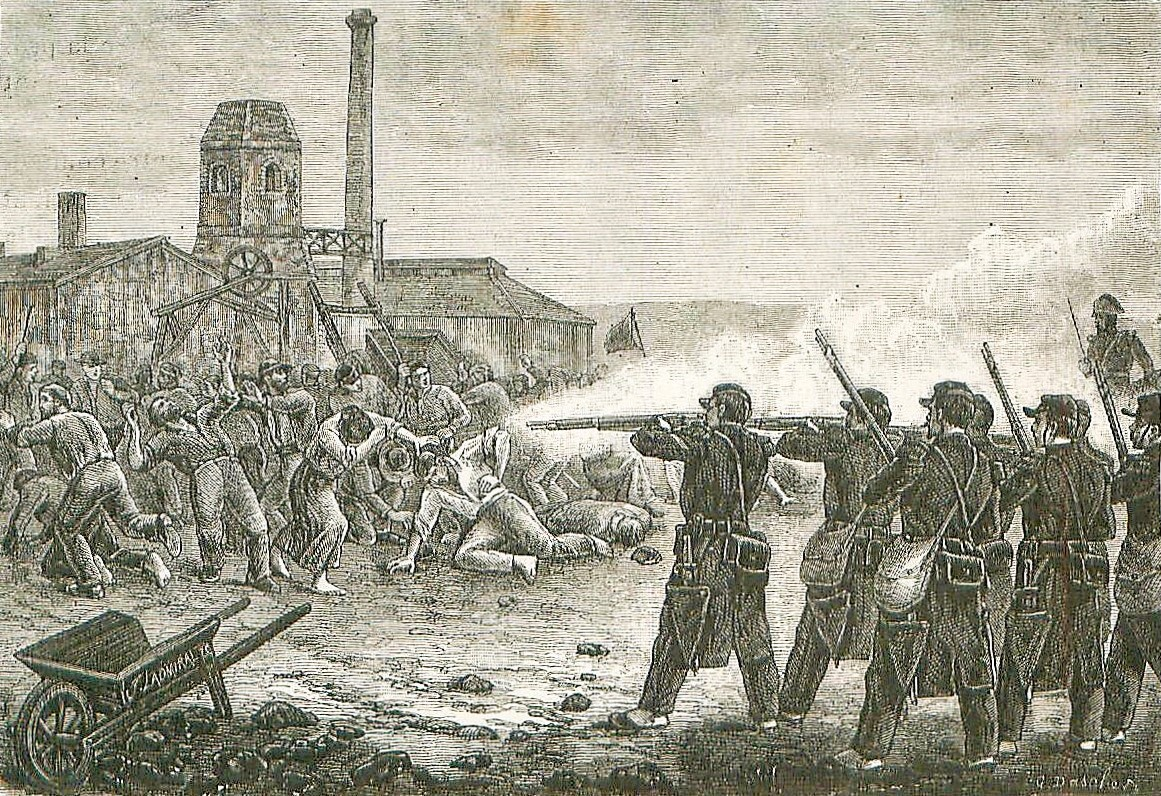
Massaker von 1869, Kupferstich von Georges Dascher, 1883

Möglicherweise befand sich im heutigen Gemeindegebiet ein antikes Oppidum. Archäologische Untersuchungen haben Reste einer Siedlung hervorgebracht.
Bis in das 15. Jahrhundert lautete der Name des Ortes Tiregarne, dann setzte sich über La Rycamarie bzw. das heutige La Ricamarie durch (als „reiche Mine“ deutete es auf die ergiebigen Kohleminen hier hin). 1843 wurde der Ort aus der jetzigen Nachbargemeinde Le Chambon-Feugerolles herausgelöst und eigenständig.
Am 16. Juni 1869 kam es während einer Demonstration zur Unterstützung der Angehörigen einer Gruppe streikender Bergarbeiter zu einem Massaker, bei dem die von der Werksleitung herbeigerufenen Infanterie in die Menge schoss und 14 Zivilisten, darunter ein dreijähriges Kind, tötete.

## Bevölkerungsentwicklung
| Jahr                       | 1962   | 1968   | 1975   | 1982 | 1990   | 1999 | 2006 | 2014 | 2022 |
| Einwohner                  | 11.902 | 11.539 | 10.426 | 9644 | 10.246 | 8438 | 7917 | 7848 | 8162 |
| Quellen: Cassini und INSEE |        |        |        |      |        |      |      |      |      |

## Sehenswürdigkeiten

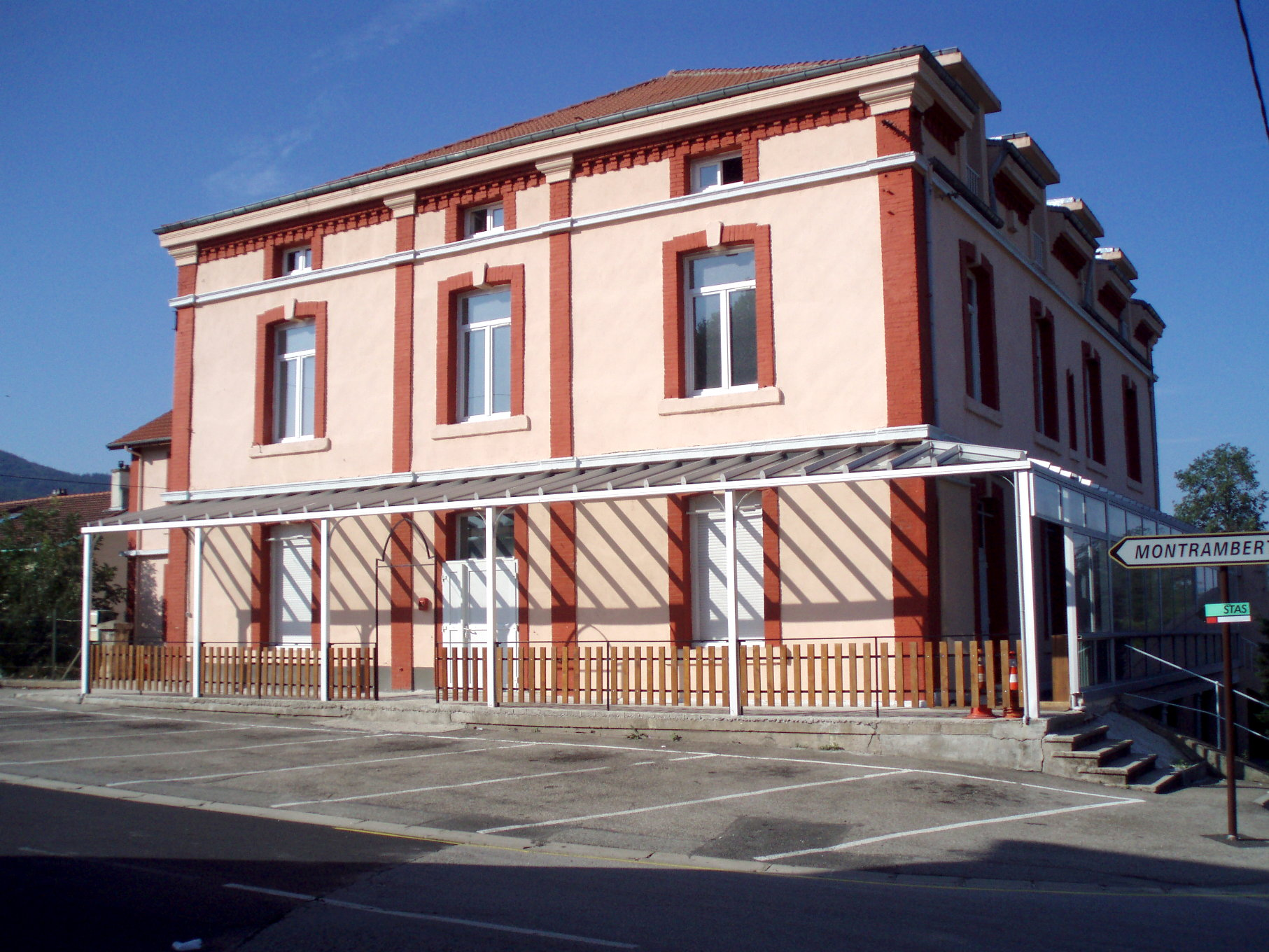
Moschee Montrambert
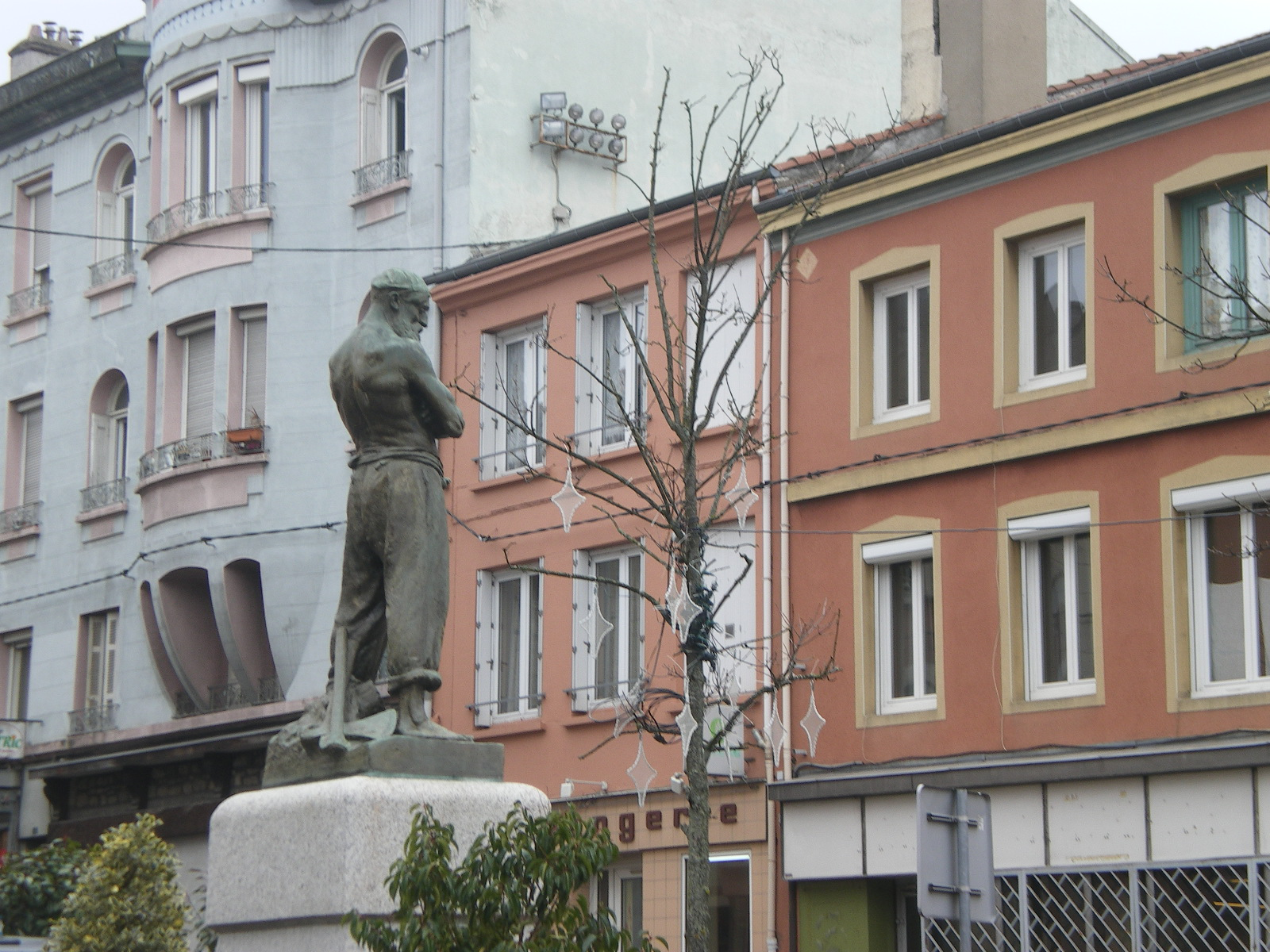
Skulptur des Gewerkschafters Michel Rondet
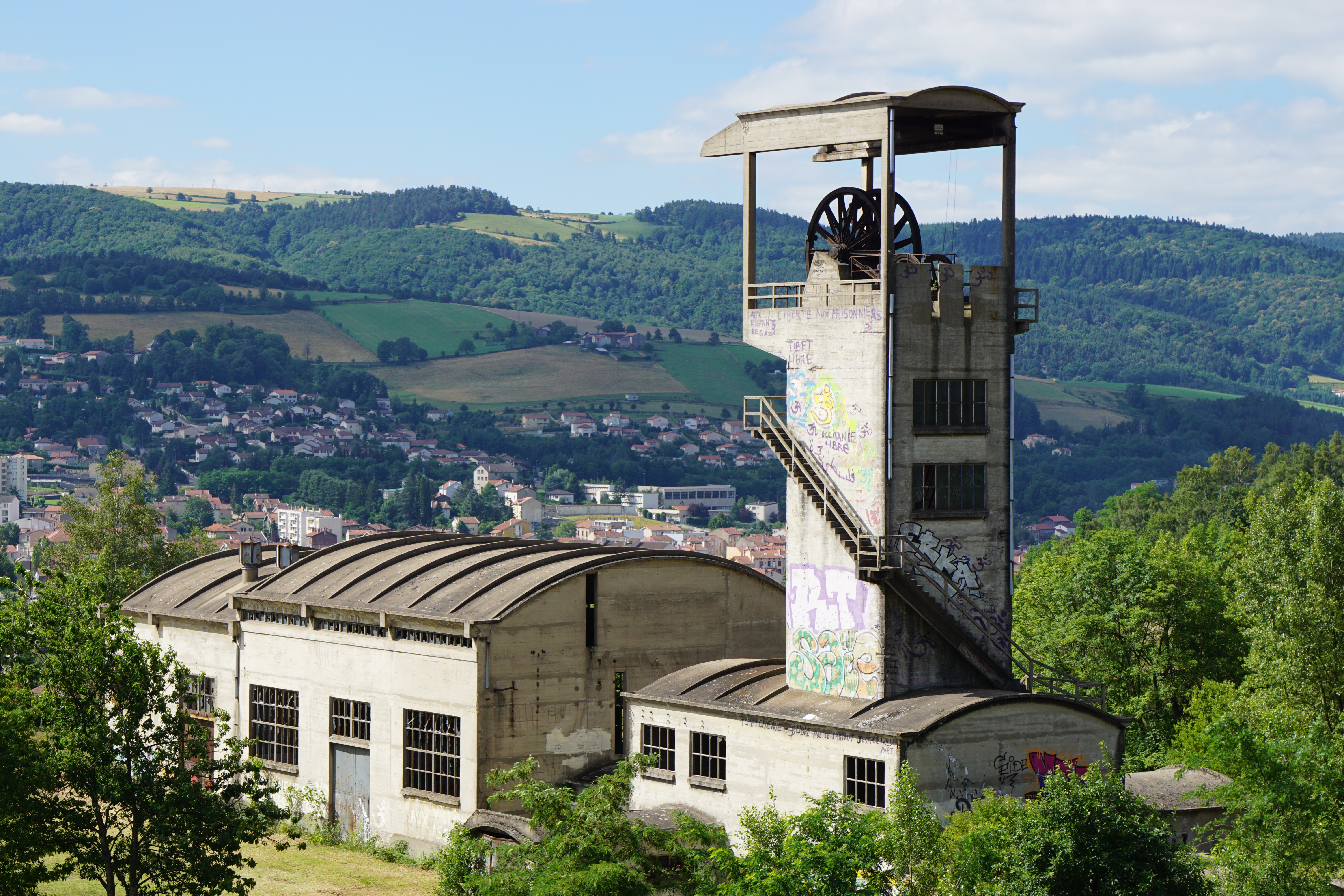
Alter Förderturm der ehemaligen Steinkohlenzeche

## Gemeindepartnerschaft
- Pyskowice, Woiwodschaft Schlesien (seit 1998)

## Persönlichkeiten
- Michel Rondet (1841–1908), Gewerkschafter
- Théo Vial-Massat (1919–2003), Politiker
- Josiane Mathon-Poniat (* 1954), Politikerin
- Adel Chedli (* 1976), tunesischer Fußballspieler